# Mouzon (Charente)
Mouzon è un comune francese di 138 abitanti situato nel dipartimento della Charente, nella regione della Nuova Aquitania.

## Società

### Evoluzione demografica
Abitanti censiti